# Sister of Night
Sister of Night es una canción del grupo inglés de música electrónica Depeche Mode compuesta por Martin Gore, publicada en el álbum Ultra de 1997.

## Descripción
Sister of Night resultaría una de las funciones más sintéticas en un álbum aún muy recargado hacia una corriente evidentemente electroacústica de DM como lo es Ultra, nada más comenzando con un agresivo efecto electrónico cargado en composición y en sonoridad, que da paso a una musicalización electrónica minimalista y una suplicante letra que dista de ser forzosamente romántica.
La letra aunque está textualmente dirigida a una mujer, no indica una pareja común sino más bien aquella amante incondicional en las situaciones difíciles, quizás aquella con quien no exista un compromiso real, la que siempre apoyará en los momentos de tribulación y de pesar, la “Hermana de Noche”; sin embargo del mismo modo puede interpretarse como una alegoría dedicada al amor verdadero, aunque por el elemento de la “hermana” inevitablemente se entiende como dirigida a alguien con quien no existe un verdadero lazo, sino solo lealtad emocional. Una letra bastante alegórica y rebuscada pero sobre todo muy ambigua, como las otras del álbum.
Las estrofas las canta solo David Gahan, mientras los coros los realiza a dueto con Martin Gore, haciendo prácticamente la mitad del tema a dos voces. Estos aunque también muestran apenas efectos electrónicos añadidos, se complementan con unas cuantas notas de cuerdas.
El cargado inicio sintético se repite después del primer coro, complementada con un arreglo de batería que solo consigue darle aún más dureza. Nuevamente estrofa y coro, para concluir con una base sintética poco más melódica aunque igual de triste.
El fuerte de la canción se encuentra sobre todo en la letra, pues la musicalización opta más por el minimalismo. Su temática es de acompañamiento emocional en los estados de mayor debilidad de un hombre, clamando en su gran coro “Oh Hermana, Ven por mí, Abrázame, Asegúrame, Hey Hermana, Lo siento también, Dulce Hermana, Sólo siénteme, Estoy temblando, Me sanas, Hey Hermana, Lo siento también”, mientras el acompañamiento electrónico está hecho con modulaciones muy bajas tan solo para darle un sentido de muchísima melancolía.
Sin embargo, pese a los elementos acústicos, es uno de los temas del álbum Ultra que volvían a una forma más sintética para DM tras del experimentalismo con sonidos meramente orgánicos de la colección Songs of Faith and Devotion, optando por efectos secos de sintetizador y modulaciones toscas, siendo un tema electroacústico que nuevamente acentuaba un modo más electrónico y convertían a los factores acústicos en simples complementos.
Según otras opiniones, sencillamente uno de los mejores temas de la colección Ultra

## En directo
La canción se ha interpretado durante las giras The Singles Tour, Exciter Tour y Global Spirit Tour como tema rotativo, o sea, no en todas las fechas, y en forma acústica con solo musicalización de Peter Gordeno en su teclado en modo piano y cantada por Martin Gore, mientras en el Tour of the Universe se incorporó también esporádicamente, pero con la musicalización tal como aparece en el álbum, aunque igualmente cantada por Gore.
Hasta la gira Memento Mori World Tour en 2023 el tema apareció durante la primera mitad en su forma epónima, como en el álbum, cantada por Dave Gahan.
- Datos: Q10903477